# Politisation de la science

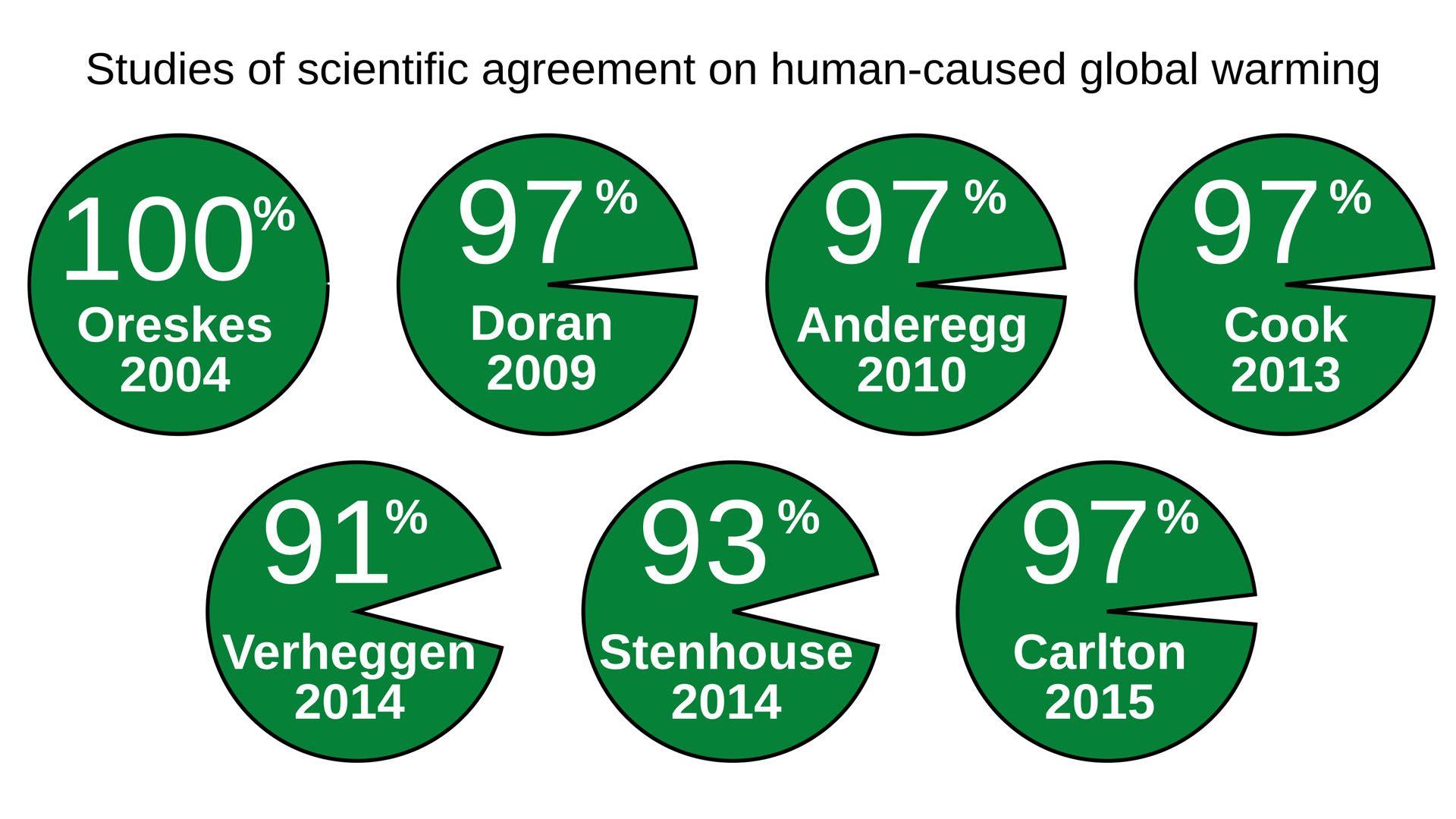
Infographie issue de "Consensus on Consensus" par Cook et al. (2016). Utilisation de graphiques en camembert pour illustrer les résultats de sept études sur le consensus climatique réalisées par Naomi Oreskes, Peter Doran, William Anderegg, Bart Verheggen, Ed Maibach, J. Stuart Carlton, et John Cook.

La politisation de la science désigne la manipulation de la science pour en tirer un profit politique. Elle survient lorsqu'un gouvernement, une entreprise ou un groupe de défense d'intérêts utilise des pressions légales ou économiques pour influencer les résultats de recherches scientifiques ou la manière dont ils sont diffusés, dénoncés ou interprétés. La politisation de la science peut également affecter négativement les libertés scientifiques et académique. Historiquement, certains groupes ont conduit diverses campagnes pour promouvoir leurs intérêts au mépris du consensus scientifique et dans le but de manipuler la politique publique,,.

## Aperçu
Le chercheur William Robert Freudenburg (en) et ses collègues ont constaté que, là où des décisions et des actions sont nécessaires, la science peut offrir un degré appréciable de certitude mais elle ne peut cependant jamais offrir une garantie. John Horgan décrit comment ce point est parfois intentionnellement ignoré dans le cadre de ce qu'il appelle une « tactique orwellienne ».